# Dick Gephardt
Richard Andrew Gephardt (San Luis, Misuri; 31 de enero de 1941) es un abogado, cabildero y político estadounidense que se desempeñó como representante de los Estados Unidos por Misuri entre 1977 y 2005. Miembro del Partido Demócrata, fue líder de la mayoría de la Cámara de Representantes entre 1989 y 1995 y líder de la minoría entre 1995 y 2003. Se presentó sin éxito a la nominación demócrata a la presidencia de los Estados Unidos en 1988 y 2004.

## Biografía

### Primeros años
Nació en San Luis, Misuri, hijo de Loreen Estelle (de soltera Cassell) y Louis Andrew Gephardt, un lechero de Teamster. Parte de su ascendencia es alemana.

### Carrera
ue miembro del comité demócrata del distrito 14 de Misuri entre 1968 hasta su ascenso a concejal en 1971, como parte de un grupo conocido informalmente como "los jóvenes turcos".

#### Cámara de Representantes
En 1976, fue elegido para el Congreso por el 3.er distrito con sede en San Luis, reemplazando a la titular Leonor Sullivan. Fue elegido 13 veces más, optando por no presentarse a la reelección en 2004. Votó a favor del proyecto de ley que establece el día de Martin Luther King Jr. como feriado federal en agosto de 1983, pero no votó acerca de la Ley de Restauración de los Derechos Civiles de 1987 (o la votación para anular el veto del presidente Ronald Reagan en marzo de 1988).

#### Campaña presidencial de 1988
Fue un candidato fallido a la nominación demócrata en las elecciones presidenciales de 1988. Anunció formalmente su candidatura en febrero de 1987, uno de los primeros en hacerlo, e hizo una intensa campaña en Iowa, y finalmente pasó más de 100 días en el estado. Estaba atrapado en dos dígitos bajos en las encuestas, pero comenzó a avanzar en Iowa a fines de diciembre de 1987 después de publicar un anuncio que criticaba las barreras comerciales de Corea y Japón como injustas, conocido como el "Anuncio de Hyundai". Ganó el caucus de Iowa y las primarias de Dakota del Sur en febrero y terminó segundo en New Hampshire, lo que lo convirtió en un serio contendiente para la nominación.

#### Campaña presidencial de 2004
Anunció su segunda candidatura a la presidencia el 5 de enero de 2003. Su sucesora como líder de la minoría, Nancy Pelosi, lo respaldó. Su campaña se destacó por el alto perfil de su hija Chrissy en la revista People, mientras ella lo ayudaba en la campaña, un tema que también discutieron en entrevistas para el documental de 2007 Porque la Biblia me lo dice; ha continuado siendo un abierto defensor de los derechos de los homosexuales desde la campaña.
Aunque los republicanos lo consideraban un candidato formidable, muchos veían a Gephardt como demasiado anticuado e inelegible. Sus esfuerzos de recaudación de fondos estuvieron por detrás de los del exgobernador de Vermont, Howard Dean, y los senadores John Kerry y John Edwards, y empató con Joe Lieberman. El apoyo de Gephardt a la resolución de la guerra de Irak lo perjudicó entre los activistas liberales. Promovió una forma de atención médica universal y fue respaldado por 21 sindicatos, pero no tuvo suficiente apoyo para recibir el respaldo de la AFL-CIO.
La carrera entre Gephardt y Dean se volvió negativa y dio un giro en octubre cuando, según los informes, un miembro del personal de Gephardt empujó a un miembro del personal de Dean fuera de una reunión mientras lo llamaba "maricón". La prensa presente en el evento afirmó que el miembro del personal de Dean estaba buscando pelea y que el miembro del personal de Gephardt no hizo el comentario hiriente. El presidente de la campaña de Dean, Joe Trippi (que trabajó para Gephardt en 1988) y el presidente de la de Gephardt, Steve Murphy, se involucraron en una guerra de palabras sobre el incidente, así como la afirmación de Murphy de que la campaña de Dean estaba atrayendo a no residentes de otros estados para participar en el caucus. En los últimos días de la campaña de Iowa, tanto Dean como Gephardt se desvanecieron y terminaron tercero y cuarto, respectivamente. Gephardt terminó su campaña presidencial después de ese resultado.